# Jardin botanique de l'Institut National
El Jardín Botánico del Instituto Nacional ( en francés: Jardin botanique de l'Institut National ) es un pequeño jardín botánico de 0.8 hectáreas de extensión, en el interior del campus del AgroParisTech, situado en Thiverval-Grignon, en Isla de Francia, Francia. 
El código de identificación del Jardin botanique de l'Institut National como  miembro del "Botanic Gardens Conservation Internacional" (BGCI), así como las siglas de su herbario es GRIGN.

## Localización
Se encuentra en los terrenos de la antigua « école nationale supérieure d'agronomie de Grignon », actualmente integrada en el « Institut des sciences et industries du vivant et de l'environnement » ( Instituto de las ciencias e industrias de la vida y del medio ambiente) (AgroParisTech).
Jardin botanique de l'Institut National Paris-Grignon, Avenue Lucien Brétignières, Thiverval-Grignon, Département de Yvelines, Île-de-France, F-78850 France-Francia.
Planos y vistas satelitales.48°50′38″N 2°21′35″E / 48.84389, 2.35972
Se encuentra cerrado al público, pero puede ser visitado por grupos previa solicitud. 

## Historia
El jardín fue establecido en 1979 en una parcela de terreno adyacente al Arboretum de Grignon.
La Association de l'arbre de fer fue creada en el 2001 con la intención de proteger y realzar el ambiente natural del anterior Institut National Agronomique Paris-Grignon. 
En el año 2003 comenzó la restauración y la ampliación del Arboretum de Grignon, así como la creación de un sendero y de una remodelación del jardín botánico del campus.

## Colecciones
Actualmente alberga 34 lechos florales conteniendo unos 1,000 taxones con un énfasis en :
- Colección de Gramineae,
- Colección de Leguminosae,
- Plantas ornamentales,
- Plantas de suelos calizos.